# Villa Cattani Stuart
Villa Cattani Stuart è una dimora d’epoca di fine Seicento, con parco e piscina, a Trebbiantico, frazione di Pesaro, nelle Marche. L'edificio storico si trova attorno alle colline che si affacciano sulla mare Adriatico di Pesaro.
Attorno alla Villa sono presenti tre giardini all'italiana con fontane, piccoli templi e statue.
La villa è oggi un hotel.

## Storia
La villa e i suoi giardini all’italiana risalgono ad un periodo compreso tra il 1630 e il 1680 e fu voluto, progettato e portato a termine rispettivamente da Giacomo Cattani, Giuliano Cattani e Carlo Giuseppe Cattani.
I Cattani erano mercanti provenienti da Stazzona, centro abitato sulle pendici dei monti alle spalle di Dongo, sulle rive della parte “alta” del Lago di Como.
La villa fu costruita per ospitare la famiglia Cattani. Contemporaneamente, anche per ospitare nel terreno circostante i coloni che avevano il compito di coltivare i 10 ettari di terreno che la circondavano, sulle colline di Trebbiantico, e che comprendevano anche un oliveto di oltre 200 piante e il suo frantoio.

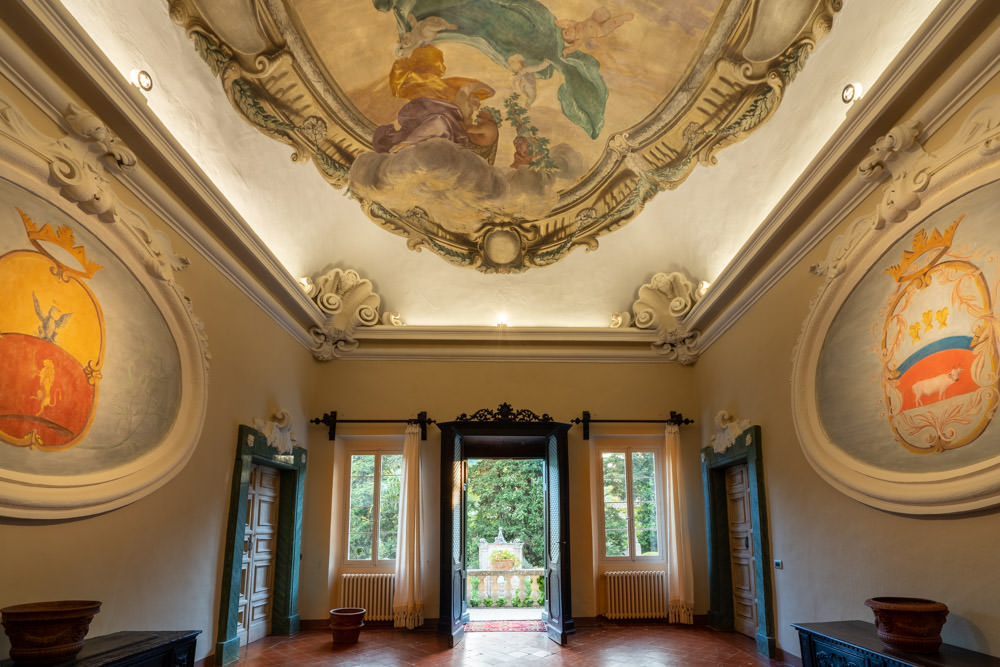
Sala Salviati - Ingresso di Villa Cattani

Il Legato Pontificio di Pesaro e Urbino, Alamanno Salviati, scelse la villa come propria residenza estiva dal 1717 al 1726. La villa fu dunque protagonista della vita politica dell'epoca, nonché luogo di incontri diplomatici tra il Cardinale Salviati e i rappresentanti politici e religiosi provenienti dalle altre province d’Italia e dall’estero. Tra questi si registra l'incontro di Alamanno Salviati con Giacomo III Stuart, quarto figlio di Giacomo II, re d’Inghilterra cattolico esiliato dal protestante Guglielmo d’Orange.
Dopo la morte di Marianna Cattani, avvenuta nel 1802, ultima erede della famiglia Cattani, andata in sposa al marchese Giovanni Paolucci, la villa non tornerà più nelle mani della famiglia che le diede il nome.
Furono successivamente altre le famiglie che abitarono la villa come la famiglia Paolucci, la famiglia Bolis, la famiglia Giungi e la famiglia Marconi,
Oggi la villa è gestita dalla famiglia Tomassini-Guidi che proprio in onore della storia della villa e dell'illustre visita di Giacomo III Stuart, decise di ribattezzare la strutturata alberghiera adiacente alla villa come "Villa Cattani Stuart".

## Gli affreschi
All'interno della dimora sono presenti alcuni affreschi realizzati da Niccolò Berrettoni con una datazione intorno al 1679-1680.

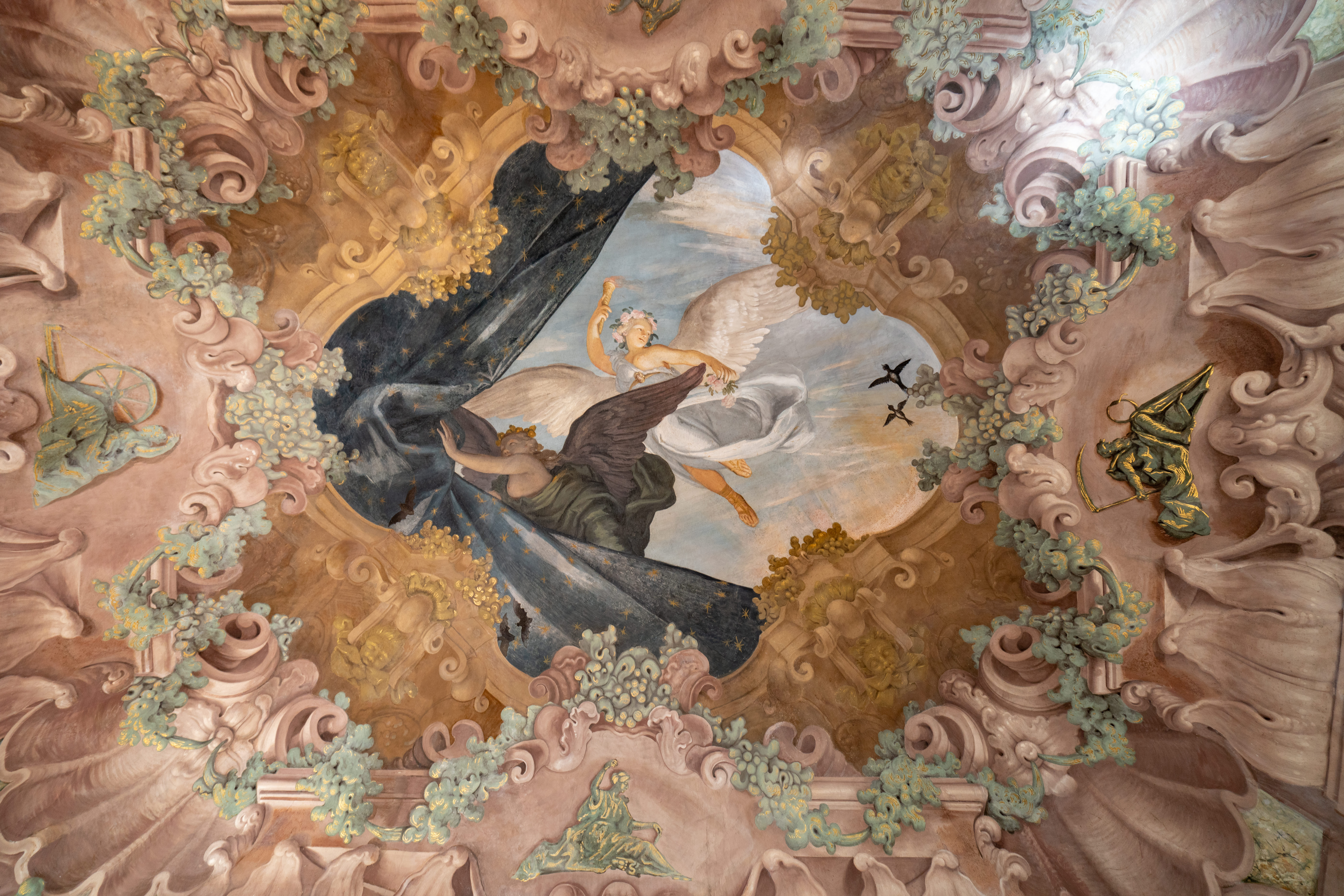
L'Aurora dipinta da Niccolò Berrettoni dopo il restauro concluso a Maggio 2021

Di seguito la descrizione dell'opera più apprezzata del Berrettoni all'interno di Villa Cattani Stuart: L'Aurora. La descrizione del dipinto è riportata da Anna Melorio, esperta conoscitrice dell'arte del Berrettoni, autrice dell'opera "Gli affreschi di Villa Cattani e palazzo Muccioli a Pesaro":
Ma quanto di più elegante, incredibilmente libero e originale nell'invenzione iconografica il Berrettoni abbia dipinto, lo si ritrova nello specchio centrale del soffitto della sala prospiciente il magnifico giardino. In un cielo tenuemente illuminato dalla prima luce del mattino che sorge a destra, l'Aurora biancovestita, coronata di rose e con le ali aperte, si libra in volo portando una fiaccola accesa nella mano e con lei si alzano in volo due rondini: in basso, la bella immagine della Notte apre le sue ali, brune come la veste che indossa, e nel suo volo porta via con sé due piccoli pipistrelli e il sipario delle tenebre, blu e stellato. La ricchezza della cornice affrescata, ulteriormente arricchita dai quattro ovali con la raffigurazione delle Parche e del Tempo, conclude sia pittoricamente che simbolicamente la scena principale.

## Galleria d'immagini

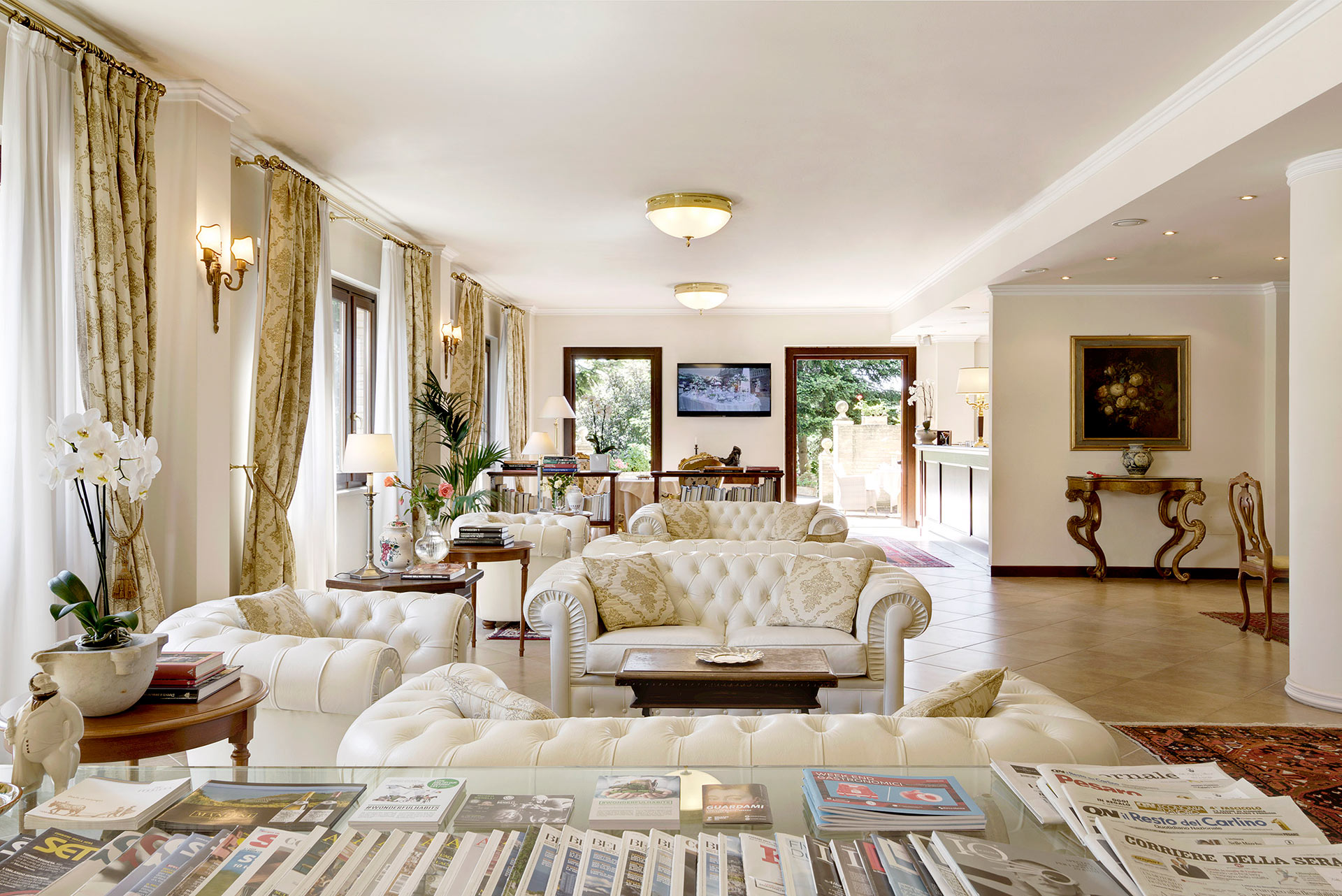
Interno della struttura ricettiva
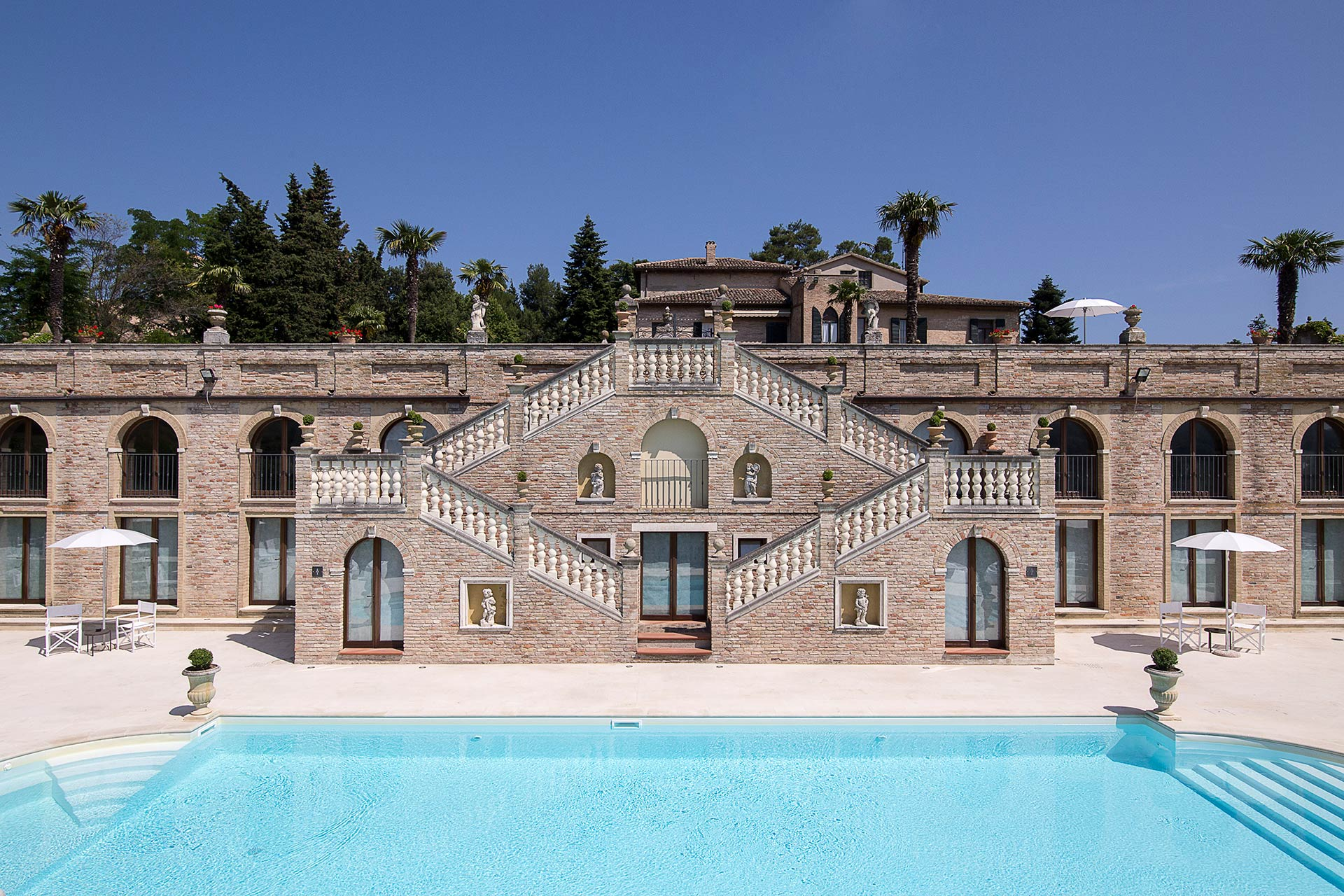
Piscina sottostante la villa
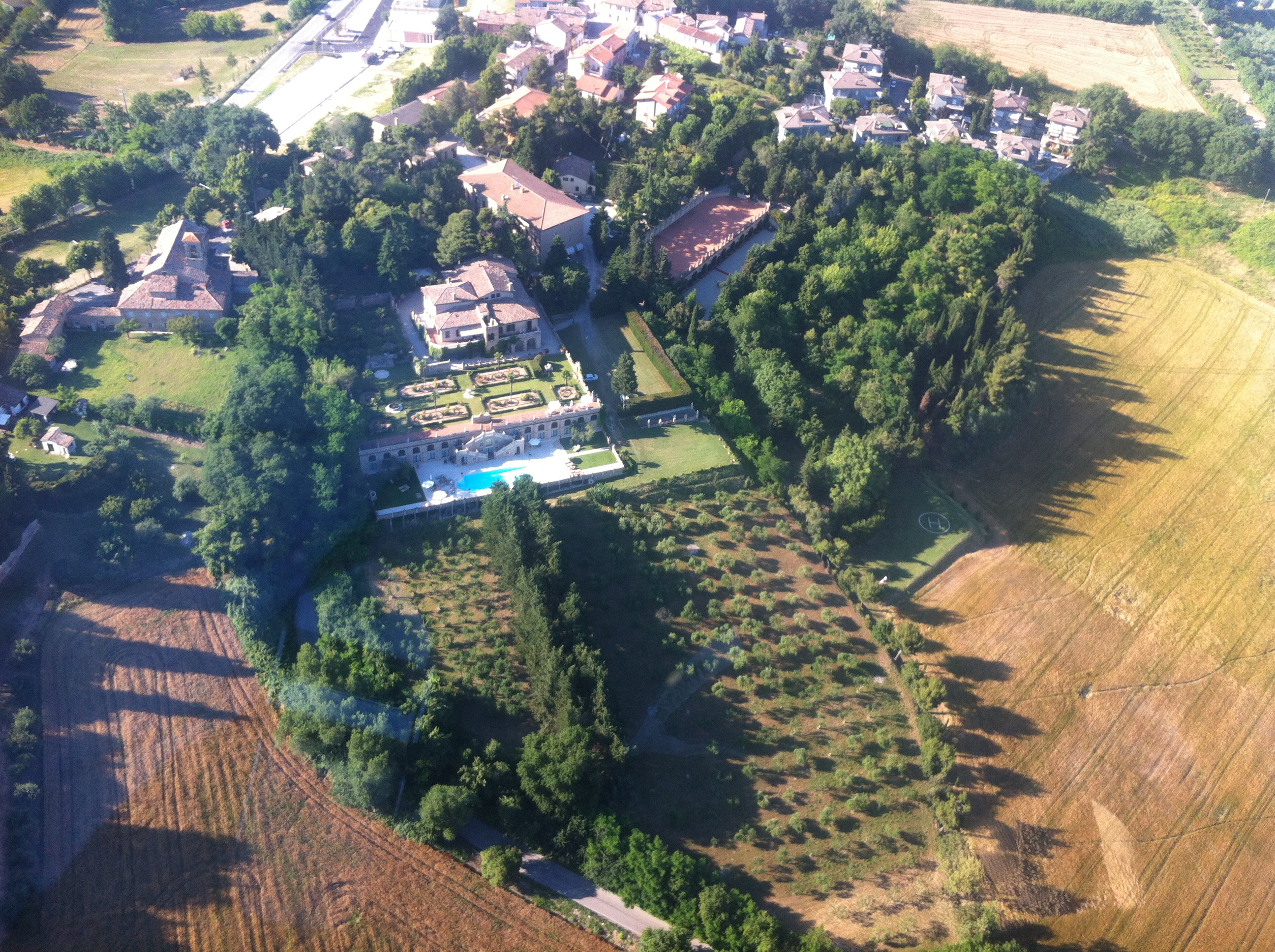
Foto panoramica dell'intera struttura
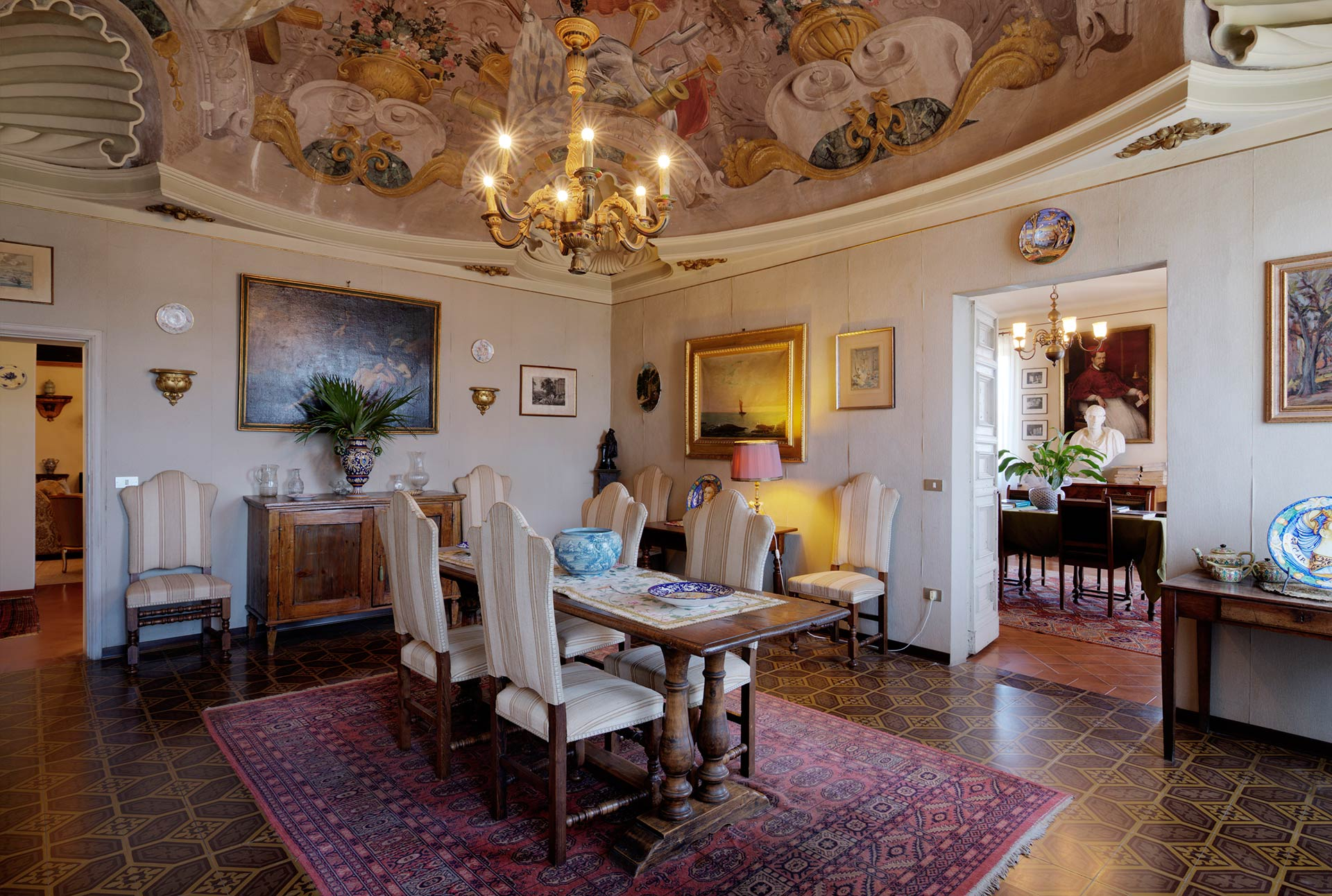
Sala Berrettoni a Villa Cattani